# Estadio Carl Ramos
El Estadio Carl Ramos (en inglés: Carl Ramos Stadium) es un estadio de usos múltiples en Dangriga, una localidad en el distrito de Stann Creek en el país centroamericano de Belice. Actualmente se utiliza sobre todo para los partidos de fútbol y es el estadio de Griga United en la Liga Premier  de Fútbol de Belice (BPFL) de la Federación de Fútbol de Belice. El estadio tiene capacidad para 3.500 personas.